# Veldhuis (buurtschap)
Veldhuis is een buurtschap in de gemeente Medemblik, in de Nederlandse provincie Noord-Holland.
Veldhuis is gelegen tussen de dorpen Midwoud/Hauwert en Onderdijk/Wervershoof. 
Het lag tot 1 januari 1979 in de gemeente Midwoud en van 1979 tot 2007 behoorde het tot de gemeente Noorder-Koggenland, waarin de gemeente Midwoud was opgegaan.
Veldhuis ligt midden in de polder met een vaart die langs de buurtschap loopt. Dit water loopt uit in het Egboetswater waarop de buurtschap en weg doodlopen. Het Egboetswater is een recreatieterrein met een krekenplas. Een deel van die plas was vroeger deel van de polder maar werd met het ruilverkavelingsproject De Vier Noorder Koggen in de jaren zeventig van de 20e eeuw onder water gezet. Andere delen van de losgekomen poldergebied bij de krekenplas werden bebost.

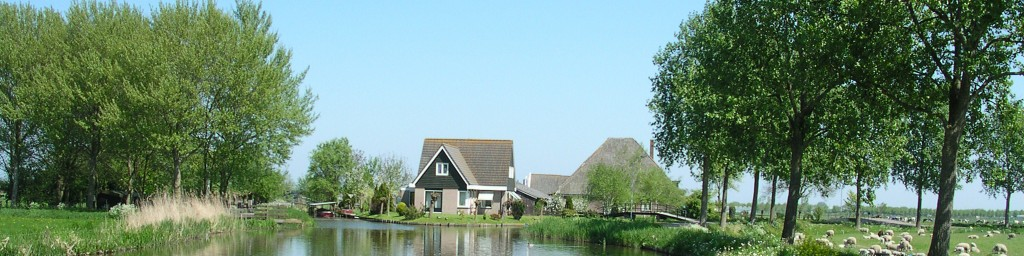
Vrijstaand huis en stolpboerderij aan de waterrand

In het Egboetswater vindt men nog een zogeheten Amerikaanse windmotor. Deze molen werd gebruikt voor de polderbemaling en is van rond 1925.
De bewoning van Veldhuis is vooral agrarisch. Men kan in en om Veldhuis duidelijk nog het weidse en schilderachtige polderzicht vinden.

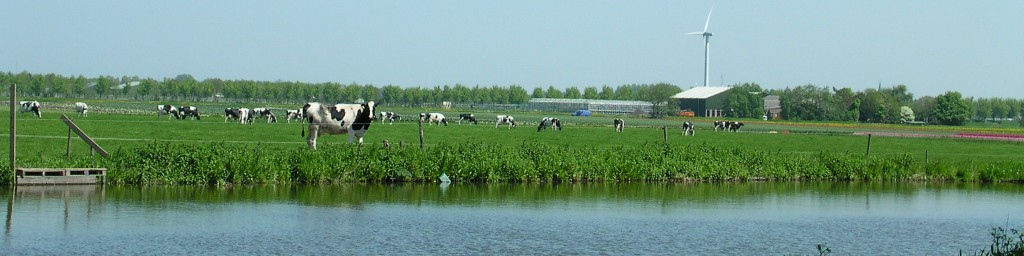
Een van de polderzichten van Veldhuis

Stad: Medemblik

Dorpen: Abbekerk · Andijk · Benningbroek · Hauwert · Lambertschaag · Midwoud · Nibbixwoud · Onderdijk · Oostwoud · Opperdoes · Sijbekarspel · Twisk · Wadway (deels) · Wervershoof · Wognum · Zwaagdijk (Zwaagdijk-Oost en Zwaagdijk-West)

Buurtschappen: Bangert · Bennemeer · Broerdijk · De Buurt · Het Hoogeland · Kerkbuurt · Koppershorn · Lekermeer · Munnikij · 't Slot · Veldhuis · Het Westeinde · Wijzend · Zomerdijk

Noord-Holland: Steden en dorpen in Noord-Holland      Nederland: Provincies · Gemeenten